# حسین سمندر
حسین سمندر زاویه (زاده ۲ فروردین ۱۳۶۷) در شهر تهران کاراته‌کار کشور ایران است. او از ۹ سالگی زیرنظر پدرش علیرضا سمندر رئیس اسبق فدراسیون کاراته ایران، این ورزش را شروع کرد.

## سوابق
حسین سمندر سال ۱۴۰۰ به عنوان مربی تیم ملی جوانان ایران برای مسابقات آسیایی قزاقستان انتخاب شد.